# Sphenorhina fallaciosa
Sphenorhina fallaciosa är en insektsart som beskrevs av Victor Lallemand 1938. Sphenorhina fallaciosa ingår i släktet Sphenorhina och familjen spottstritar. Inga underarter finns listade i Catalogue of Life.